# متلازمة فريمان-شيلدون
متلازمة فريمان - شيلدون، (بالإنجليزية: Freeman-Sheldon syndrome)‏، فمعنى متلازمة اعوجاج المفاصل، هي مجموعة من الأعراض المرضية، والعلامات المتزامنة ذات المصدر الواحد، وتحصل لأسباب غير معروفة، وتصيب الجنين قبل الولادة، وليس لها علاج,

## أسباب متلازمة فريمان-شيلدون
قام اثنين من العلماء، باكتشاف هذه المتلازمة، وسميت بأسمهم (فريمان و شيلدون) في عام 1938، وهي عبارة عن خلل وراثي أوعيوب خلقية، في الجسم، وخاصةً المفاصل، وكذلك في الجمجمة، والوجه.
وتأتي المتلازمة بدرجة خفيفة أو بدرجة حادة، هذه الحالة نادرة وسبب انتشارها غير معروف، وسببها خلل جيني أو مايسمى بالطفرة الجينية كما يحصل أحياناً بسبب مرض الأم بمرض السكري، فقر الدم، الحمل المتكرر، الالتهابات، زيادة في السائل الأمينوسي للجنين قبل الولادة.
فعندما يكون السائل، أكثر من لترين في الأسبوع ال 20 من الحمل، يعني أن هناك إعاقة في تكوين الجنين. هذا السائل يشربه الجنين، ثم يتبوله، ويعود فيشربه، ويتبوله من جديد، وهو يتجدد كل 3 ساعات تقريبا.
سبب زيادة السائل الأمينوسي عند الجنين: خلل في قناة الأمعاء عند الجنين، بحيث لا يستطيع بلع وطرح (تبول) الكمية المطلوبة، فيزداد السائل الأمينوسي في الرحم.
ومن الأسباب المحتملة أيضاً زواج الأقارب، بالإمكان إجراء فحوصات للتأكد من وجود أو عدم وجود خلل في الكروموسوم فالخلل في الكروموسوم يسبب إعاقة عقلية لدى المصاب، ولكن سبب الخلل الجيني غير معروف حتى الآن.

## أعراض متلازمة فريمان-شيلدون
أهم الأعراض تظهر على الوجه، واليدين، والقدمين، وليس بالضرورة، أن تحصل كل هذه الأعراض في المصاب، كما أنها تأتي بدرجات مختلفة. 

### الوجه
أول ما يميز الشخص هو أن لديه فم صغير مزموم على شكل وضعية التصفير لذا سميت متلازمة (وجه الصفير) .شكل الجمجمة طويلة ومرتفعة مع جبين بارز مقوس وكذلك انخفاض في منتصف الوجه، مع أذنين منخفضتين. لديه أنف صغير والمسافة طويلة بين الأنف والفم مع طبقات مطوية عميقة بين الأنف والشفاه، الخدود ممتلئة والذقن صغير.المسافة بين العينين تكون متباعدة على جانبي الوجه، العيون ضيقة ومائلة للأسفل مع تدلي الجفون عليها وتبدو العيون كأنها تنظر إلى اتجاهين مختلفين أو مايشبه الحول بسبب تباعدهما.

### الفم
اللسان صغير وحركته بطيئة بشكل غير طبيعي، اللثة سميكة، اللهاة رخوة مما يسبب مايشبه الشخير أو ضيق في التنفس، أما الفك ( سقف الحلق) فهو على شكل قبة عالية مقوسة مما يجعل عملية البلع والنطق والتنفس من الأمور الصعبة. يعاني بعض الأطفال في الأشهر الأولى من صعوبة في البلع ومص الحليب بسبب ارتخاء عضلة الفم مما يستلزم إعطاؤه الحليب عن طريق أنبوب متصل بجهاز الهضم أو مايسمى (السوندر) ريثما يعتاد على تحريك عضلات فمه وبلع الطعام، كما يعاني من كثرة التقيؤ لعدم قدرته على بلع الحليب وإغلاق فمه، هذا يحصل فقط في مرحلة الطفولة ولكن يتحسن البلع مع التقدم بالسن، ولكن هذه الصعوبات تؤثر على النمو ونقص الوزن كما تشكل خطراً بسبب صعوبة التنفس، كما أنه يؤثر على السمع ويؤدي إلى فقدان تدريجي للسمع.

### الجسم
خطأ في التكوين في أماكن مختلفة من الجسم، فمن الأعراض الأخرى اعوجاج المفاصل الخلقي المتعدد وهي تعني التواء في العمود الفقري وتصلب في المفاصل مع ارتخاء في العضلات مما يسبب إعاقة في أصابع اليدين والقدمين حيث تلتوي الأصابع إلى الداخل مما يسبب صعوبة في الحركة والمشي وكذلك صعوبة في استخدام أصابع الأيدي بشكل سليم.وقد يأتي بدرجات حادة ويؤثر على كل مفاصل الجسم. من الأعراض أيضا ضعف وارتخاء في العضلات مما يؤدي إلى الشعور السريع بالتعب و بشكل متكرر.

### الصحة العامة
من الأعراض الأخرى أيضاً ضعف جهاز المناعة، لذا فإن كثرة تعرض الجسم للأمراض وخاصة المعدية يؤدي إلى ارتفاع متكرر في درجات الحرارة وضعف عام في الجسم. كذلك حساسية شديدة لبعض الأدوية وبالأخص الغازات المخدرة أثناء العمليات الجراحية والتي يمكن أن تؤدي إلى الاختناق بسبب ارتخاء العضلات، أو ارتفاع مفاجئ في درجات الحرارة، لذا يجب أن تعطى بحذر ودقة لأنها تشكل خطراً على الحياة.

### القدرة العقلية
من ناحية القدرة على التعلم، لم يثبت أن هؤلاء الأشخاص لديهم صعوبة في التعلم، ولكن نستطيع أن نقول: أن واحد من أصل ثلاثة، لديهم صعوبات في التعلم.

## العلاج الجراحي والتجميلي
كلما بدأ الشخص بالعلاج الجراحي والتجميلي والتدريبات بوقت أبكر كانت النتائج أفضل مثل فحص وتقويم عظام اليدين والقدمين، وتقوية العضلات الرخوة بالتدريبات والتمارين الرياضية.
كما يجب عدم تعريض الشخص، للأمراض وخاصةً المُعدية، والتي تسبب له اضطرابات في الأمعاء والجهاز التنفسي، والارتفاع المتكرر في درجة الحرارة، وكذلك التعب الدائم  بسبب ضعف العضلات قد يكون أحد أسباب ارتفاع الحرارة المتكرر.
لايمكن الشفاء من هذه المتلازمة ولكن من الممكن تحسين القدرة بالمعالجة الفيزيائية والعمليات الجراحية والتجميلية لضبط قياسات الجسم وتقويم المفاصل المعوجة.